# П
П (minuskule п) je písmeno cyrilice. V ruské azbuce se jedná 17. písmeno, v ukrajinské azbuce se jedná o 20. písmeno.
V kavkazských jazycích je písmeno П součástí spřežek ПӀ a ПӀу, v osetštině je součástí spřežky Пъ.
V abcházštině se vyskytuje varianta písmena П, písmeno Ҧ, které je v novějších abchazských textech nahrazováno písmenem Ԥ.
V latince písmenu П odpovídá písmeno P (p), v řeckém písmu v moderní řečtině mu odpovídá písmeno Π (π), v arménském písmu mu odpovídá písmeno Պ (պ), v gruzínském písmu písmeno პ.
V hlaholici písmenu П odpovídá písmeno Ⱂ.